# Atenodoros z Ajgion
Atenodoros (Ἀθηνόδωρος) – starożytny grecki biegacz pochodzący z Ajgion w Achai, olimpijczyk. Trzykrotnie, w 49, 53 i 61 roku n.e., odniósł zwycięstwo w biegu na stadion na igrzyskach olimpijskich.